# Изотопы водорода

Три наиболее распространённых изотопа водорода

Изото́пы водоро́да — разновидности атомов (и ядер) химического элемента водорода, имеющие разное количество нейтронов в ядре. На данный момент известны 7 обычных изотопов водорода, а также один экзотический атом водород-4.1 (мюоний, 4He-μ).
Наиболее распространённым изотопом водорода в природе является протий 1H (99,984 %). Другой изотоп водорода, дейтерий 2H (или D), несмотря на малую распространённость в природе (0,0156 %) играет чрезвычайно важную роль в химических исследованиях. Например, дейтерийсодержащие соединения используются в спектроскопии ядерного магнитного резонанса (ЯМР). Особенно важны дейтерированные препараты (соединения с так называемыми дейтериевыми метками) при изучении реакций с участием атомов водорода.
Третий из наиболее распространённых изотопов водорода — тритий, обозначаемый T или 3H, — является радиоактивным с периодом полураспада 12,3 года. Все остальные радиоизотопы имеют короткие периоды полураспада, много меньше миллисекунды.

## Таблица изотопов водорода
| Символ нуклида | Название | Z(p) | N(n) | Масса изотопа (а. е. м.) | Период полураспада (T1/2) | Канал распада | Продукт распада | Спин и чётность ядра | Распространённость изотопа в природе | Диапазон изменения изотопной распространённости в природе |
| -------------- | -------- | ---- | ---- | ------------------------ | ------------------------- | ------------- | --------------- | -------------------- | ------------------------------------ | --------------------------------------------------------- |
| 1H             | Протий   | 1    | 0    | 1,007825031898(14)       | Стабилен                  | Стабилен      | Стабилен        | 1/2+                 | 0,99984                              | 0,99972—0,99999                                           |
| 2H             | Дейтерий | 1    | 1    | 2,014101777844(15)       | Стабилен                  | Стабилен      | Стабилен        | 1+                   | 0,00016                              | 0,00001—0,00028                                           |
| 3H             | Тритий   | 1    | 2    | 3,016049281320(81)       | 12,32(2) лет              | β−            | 3He             | 1/2+                 | Следовые количества                  |                                                           |
| 4H             | «Квадий» | 1    | 3    | 4,02643(11)              | 1,39⋅10−22 с              | n             | 3H              | 2−                   |                                      |                                                           |
| 5H             |          | 1    | 4    | 5,03531(10)              | 8,6⋅10−23 с               | 2n            | 3H              | (1/2+)               |                                      |                                                           |
| 6H             |          | 1    | 5    | 6,04496(27)              | 2,94⋅10−22 с              | 3n            | 3H              | 2−#                  |                                      |                                                           |
| 6H             | n        | 1    | 5    | 6,04496(27)              | 2,94⋅10−22 с              | 5H            |                 | 2−#                  |                                      |                                                           |
| 7H             |          | 1    | 6    | 7,05275(108)#            | 6,52⋅10−22 с              | 4n            | 3H              | 1/2+#                |                                      |                                                           |

### Пояснения к таблице
- Распространённость изотопов приведена для большинства природных образцов. Для других источников значения могут сильно отличаться.
- Индексами 'm', 'n', 'p' (рядом с символом) обозначены возбуждённые изомерные состояния нуклида.
- Символами, выделенными жирным шрифтом, обозначены стабильные продукты распада.
- Значения, помеченные решёткой (#), получены не только из экспериментальных данных, но и (хотя бы частично) оценены из систематических трендов у соседних нуклидов (с такими же соотношениями Z и N). Неуверенно определённые значения спина и/или чётности заключены в скобки.
- Погрешность приводится в виде числа в скобках, выраженного в единицах последней значащей цифры, означает одно стандартное отклонение (за исключением распространённости и стандартной атомной массы изотопа по данным ИЮПАК, для которых используется более сложное определение погрешности). Примеры: запись 29 770,6(5) означает 29 770,6 ± 0,5; запись 21,48(15) означает 21,48 ± 0,15; запись −2200,2(18) означает −2200,2 ± 1,8.